# Dompierre-les-Églises
Dompierre-les-Églises è un comune francese di 370 abitanti situato nel dipartimento dell'Alta Vienne nella regione della Nuova Aquitania.

## Società

### Evoluzione demografica
Abitanti censiti